# 東Touch
《Touch》前稱《東Touch》是一本香港潮流雜誌。東方報業集團眼見壹傳媒旗下《壹本便利》受歡迎而模仿，於1994年創刊，其後2002被出售于星島集團:15（星島新聞集團前身）。
東Touch內容主要包括時裝、潮流等內容，亦有娛樂消息。
2016年12月27日第1126期，實體版《Touch》停刊，轉至網上出版。

## 外部連結
- 東Touch雜誌官方網站 （页面存档备份，存于）